# Ottavio Mormile
Ottavio Mormile (Napoli, 25 settembre 1761 – Napoli, 12 gennaio 1836) è stato un nobile, politico e diplomatico italiano del Regno di Napoli.
Fu ministro della polizia e ministro degli esteri del governo napoleonico di Gioacchino Murat, che rappresentò al Congresso di Vienna (1815). Fu, inoltre, ministro di re Giuseppe in Olanda, nel 1806.

## Biografia
Ottavio nacque da Nicola Maria Mormile, appartenente alla nobile famiglia napoletana del Seggio di Portanova, e da Caterina Francone, appartenente ai principi di Ripafrancone.
Non si hanno notizie certe riguardo ai suoi studi, ma probabilmente coltivò studi giuridici ed ebbe fama di persona colta. 
Nel 1798, dopo la nomina di ministro plenipotenziario a Copenaghen, fu inviato a Vienna per concludere il trattato di mutua difesa con l’Impero.
Nel febbraio 1806, all'arrivo dei francesi, fu nominato capo della delegazione inviata al quartiere generale dell’esercito francese per trattarne l’ingresso a Napoli. Dopo l’avvento del re Giuseppe Bonaparte, Mormile fu nominato ministro e consigliere di Stato. In seguito, in particolare durante il regno di Gioacchino Murat, ricoprì diversi incarichi di rilievo.
Agli inizi del 1810 fu nominato ambasciatore a Parigi e, nel 1812, ministro della Polizia.
Dopo gli accordi austro-napoletani del gennaio 1814 fu nominato rappresentante napoletano al quartier generale degli Alleati. Dopodiché, fu a Vienna al Congresso, nel 1815.
Nel 1817 fu nominato consigliere del Supremo Consiglio di Cancelleria del Regno. Dopo la rivoluzione napoletana e la concessione della costituzione di Spagna, il 7 luglio 1820 il duca di Calabria Francesco di Borbone, vicario del Regno, lo nominò ministro degli esteri e, ad interim, dell’interno.
Si dimise nel 1820 da tutti gli incarichi, insieme al ministro Zurlo, e abbandonò la vita politica.
Morì a Napoli il 12 gennaio 1836.